# Równina Kodeńska
Równina Kodeńska (845.12) – mezoregion fizycznogeograficzny we wschodniej Polsce, północno-wschodni skraj Polesia Zachodniego, na zachód od Bugu. Rozpościera się między Sławatyczami a Terespolem.
Region jest równiną sandrową utworzoną z piasków i żwirów zlodowacenia środkowopolskiego, z dość licznymi wyspami płaskich wzniesień morenowych. Na zdenudowanej powierzchni gliny morenowej występują ostańce żwirowe i częściowo zwydmione piaski.
Główną miejscowością (od której pochodzi nazwa własna terenu) jest Kodeń; ważnym ośrodkiem jest też wieś gminna Sławatycze. Obie wsie gminne, dawne miasteczka, leżą nad Bugiem. Rzeka przepływa w sąsiedztwie, przez mezoregion Polesia Brzeskiego.